# Lieke Klaus
Lieke Klaus (Wijchen, 28 de octubre de 1989) es una deportista neerlandesa que compitió en ciclismo en la modalidad de BMX. Ganó una medalla de oro en el Campeonato Europeo de Ciclismo BMX de 2010.

## Palmarés internacional
| Campeonato Europeo | Campeonato Europeo | Campeonato Europeo | Campeonato Europeo |
| Año                | Lugar              | Medalla            | Competición        |
| ------------------ | ------------------ | ------------------ | ------------------ |
| 2010               | Sandnes (Noruega)  | Medalla de oro     | Carrera            |